# Свиса, Элияху
Элиягу (Эли) Свиса (ивр. אליהו "אלי" סויסה‎;
род. 1956, Касабланка, Марокко) — израильский государственный деятель, член партии ШАС. Член кнессета 15-го созыва, министр внутренних дел, министр по делам религии, министр национальной инфраструктуры Израиля и министр по делам Иерусалима.

## Биография
Родился в 1956 году в Марокко. В том же году с семьёй репатриировался в Израиль. Получил религиозное образование в иешиве «Бней-Акива» в Кирьят-Шмуэле. Службу в Армии обороны Израиля проходил как военный раввин в бригаде «Голани», уволен в запас в звании майора.
Получил лицензию раввина от иешивы «Кфар-Хасидим». Вступил в сефардскую религиозную партию «ШАС» вскоре после её создания. Занимал должность советника одного из лидеров «ШАС» Ицхака Переца. В 1987 году Перец, готовящийся оставить пост министра внутренних дел, назначил Свису комиссаром по Иерусалимскому округу в этом министерстве. Позже занимал пост заместителя генерального директора министерства. С 1996 года входил в состав кабинета Биньямина Нетаньяху в качестве министра внутренних дел и министра в составе министерства главы правительства, а с сентября 1998 года одновременно в качестве министра по делам религий.
В 1999 году избран в кнессет 15-го созыва от партии «ШАС». Свиса провёл в кнессете только один срок, однако, поскольку его партия входила в состав правящей коалиции вначале во главе с Эхудом Бараком, а затем с Ариэлем Шароном, он занимал в этих правительствах министерские посты. С июля 1999 года возглавлял министерство национальной инфраструктуры (подал в отставку в 2000 году), а с марта 2001 по февраль 2003 входил в правительство как министр без портфеля, ответственный за тему Иерусалима.
Вследствие фракционной борьбы в «ШАС» Свиса, приближённый к бывшему лидеру партии Арье Дери, в дальнейшем потерял место в списке «ШАС» в кнессете, однако сохранил связи в руководстве партии — Совете мудрецов Торы, один из членов которого Давид Йосеф женат на его сестре Софии. Сам Эли Свиса женат, отец четырёх детей.